# Resolutie 328 Veiligheidsraad Verenigde Naties
Resolutie 328 van de Veiligheidsraad van de Verenigde Naties werd op 10 maart 1973 aangenomen. Dit gebeurde met dertien stemmen voor en twee onthoudingen (het Verenigd Koninkrijk en de Verenigde Staten). De Veiligheidsraad eiste dat Zuid-Afrika zijn troepen uit Zuid-Rhodesië zou terugtrekken.

## Achtergrond
De VN hadden sancties ingesteld tegen Zuid-Rhodesië nadat een blanke minderheid er illegaal de onafhankelijkheid uitriep. Buurland Zuid-Afrika, dat zelf een blanke minderheidsregering had, steunde dit illegale regime.

## Inhoud
De Veiligheidsraad:
- Waardeert het rapport van de speciale missie opgericht in resolutie 326.
- Heeft verder de verklaring van Zambia gehoord.
- Herinnert aan de resoluties 277 en 326.
- Herbevestigt dat de situatie in Zuid-Rhodesië een bedreiging is voor de internationale vrede en -veiligheid.
- Is erg bezorgd om het feit dat Zuid-Afrika weigert zijn troepen uit Zuid-Rhodesië terug te trekken.
- Denkt eraan dat het VK verantwoordelijk is voor de beëindiging van het illegale regime.
- Herbevestigt het recht van het Zimbabwaanse volk op zelfbeschikking en onafhankelijkheid en de wettigheid van hun strijd hiervoor.

1. Steunt de besluiten van de speciale missie.
2. Bevestigt dat de spanningen zijn gestegen door de provocaties van Zuid-Rhodesië tegenover Zambia.
3. Verklaart dat zelfbeschikking en onafhankelijk van het Zimbabwaanse volk de enige oplossing is.
4. Veroordeelt Zuid-Afrika's weigering om zich uit Zuid-Rhodesië terug te trekken.
5. Herhaalt zijn eis dat Zuid-Afrika zich onmiddellijk terugtrekt.
6. Dringt er bij het comité dat is opgericht middels resolutie 253 op aan om voort te maken met zijn rapport, rekening houdende met alle voorstellen om het effect van de sancties tegen Zuid-Rhodesië te vergroten.
7. Vraagt alle landen om ervoor te zorgen dat hun onderdanen de sancties naleven en het regime van Zuid-Rhodesië als illegaal te aanzien.
8. Dringt er bij het VK op aan om zo snel mogelijk een grondwettelijke conferentie te houden waar echte vertegenwoordigers van het Zimbabwaanse volk een regeling over de toekomst van hun grondgebied kunnen treffen.
9. Roept het VK op om omstandigheden te creëren waarin het Zimbabwaanse volk haar rechten kan uitoefenen, inclusief:
a. De onvoorwaardelijke vrijlating van alle politieke gevangenen.
b. De intrekking van alle repressieve wetten.
c. Het wegnemen van alle beperkingen op politieke activiteit en de instelling van volledige democratische vrijheid.
10. Besluit om opnieuw te vergaderen over verdere actie.

## Verwante resoluties
- Resolutie 326 Veiligheidsraad Verenigde Naties
- Resolutie 327 Veiligheidsraad Verenigde Naties
- Resolutie 329 Veiligheidsraad Verenigde Naties
- Resolutie 333 Veiligheidsraad Verenigde Naties

Lijst ·  325 ·  326 ·  327 ·  328 ·  329 ·  330 ·  331 ·  332 ·  333 ·  334 ·  335 ·  336 ·  337 ·  338 ·  339 ·  340 ·  341 ·  342 ·  343 ·  344